# Maurice Uchitel
Maurice Uchitel (* 6. September 1911 in der Nähe von Odessa im Russischen Kaiserreich, heute Ukraine; † 28. April 2000 in Las Vegas) war in den 1950er- und 1960er-Jahren ein bekannter US-amerikanischer Restaurant- und Nachtclubbesitzer.

## Leben
Die jüdische Familie Uchitel floh 1917 aus dem Russischen Zarenreich, da der Vater während der Oktoberrevolution im gleichen Jahr getötet worden war. Mit seiner Mutter, zwei Brüdern und einer Schwester kam er in die Vereinigten Staaten von Amerika nach New York City.
Kurz nach der Ankunft starb seine Schwester und auch die Mutter folgte wenige Jahre später. Diese hatte ihre Söhne immer wieder dazu angehalten arbeiten zu gehen und so nahm Maurice bereits mit sieben Jahren eine Tätigkeit als Laufbursche für Lebensmittelgeschäfte auf, während seine Brüder bereits lukrativere Tätigkeiten in der Textilindustrie gefunden hatten.
Dorthin wechselte auch Maurice und produzierte im Zweiten Weltkrieg bereits Uniformteile auf eigene Rechnung. Insbesondere die Produktion von Schulterpolstern für Frauenuniformen, die er auch nach dem Krieg allgemein populär machte, brachte ihm den Spitznamen „Shoulder Pad King“ (en: König der Schulterpolster) ein und war mit 30 Jahren ein wohlhabender Mann.
Maurice wechselte erneut die Branche und investierte in Hotels und Restaurants; so erwarb er insbesondere das Restaurant Voisin und den Nachtclub El Morocco.
Im Eden Roc Resort and Spa, ein 349-Zimmer-Hotel in Miami, wurde er in den 1950er Jahren Teilhaber, als das Hotel seine Blütezeit hatte.
Maurice lebte weiterhin in New York City, pendelte nun aber regelmäßig nach Miami und auch nach Las Vegas. Als angehender Hotelier und Nachtclubbesitzer wurde er nun oft an der Seite berühmter Persönlichkeiten (Musiker, Schauspieler, Politiker) gesehen, wenn sie seine Lokalitäten aufsuchten. In den 1960er Jahren war er Geschäftspartner von Alvin Malnik bei dessen Vermarktung der Scopitone-Musik-Video-Maschinen in den Vereinigten Staaten.
1980 zog er ganz nach Las Vegas und starb dort 2000 im Nathan Adelson Hospice.

## Familie
1945 hatte Maurice die Sängerin Patricia Pollack geheiratet, aber die Ehe zerbrach 1979. Sein Sohn Bob Uchitel ging in den 1970er Jahren nach Alaska, wo er – mit geringfügiger finanzieller Unterstützung seines Vaters ins Bau- und Transportgewerbe einstieg und 1990 mit einer Überdosis Kokain tot aufgefunden wurde.
Maurice Utchitel hat zwei Enkel: Neil und Rachel Uchitel. Rachel; ebenfalls zwischenzeitliche Nachtclubbesitzerin; gilt als vielleicht bekannteste Angehörige eines Opfers des Terroranschlags vom 11. September 2001. Ihre Trauer über den Tod ihres Verlobten und der daraus resultierende unstabile Lebenswandel; 2010 Teilnahme an der Reality-Show Celebrity Rehab with Dr. Drew (3. Staffel), Beziehung zu dem Profigolfspieler Tiger Woods; machten sie zu einer bekannten aber auch umstrittenen Persönlichkeit.
Aufgrund dieser Popularität, wurde auch ihr Großvater Maurice Uchitel wieder in der allgemeinen Öffentlichkeit bekannter.